# Baia de Criș
Pour les articles homonymes, voir Altenberg.
Baia de Criș (en hongrois Körösbánya, en allemand Altenberg) est une localité de Transylvanie, dans le județ de Hunedoara, en Roumanie. Baia de Cris n'est pas située à la source du Crișul Alb, seulement au bord du Crisul Alb dont la source est encore bien plus au Nord-Ouest.

## Démographie
Lors du recensement de 2011, 97,97 % de la population se déclarent roumains (1,72 % ne déclarent pas d'appartenance ethnique et 0,3 % déclarent appartenir à une autre ethnie).

## Politique
| Identité                | Période | Période  | Durée  |
| Identité                | Début   | Fin      | Durée  |
| ----------------------- | ------- | -------- | ------ |
| Romeo Horia Fărcaș (d)  | 1996    | 2016     | 20 ans |
| Mihaiu Liviu Gorcea (d) | 2016    | En cours | 9 ans  |

| Parti | Parti                                      | Sièges |
| ----- | ------------------------------------------ | ------ |
|       | Parti social-démocrate (PSD)               | 5      |
|       | Parti national libéral (PNL)               | 4      |
|       | Parti Mouvement populaire (PMP)            | 1      |
|       | Alliance des libéraux et démocrates (ALDE) | 1      |